# Loyd Jowers
Loyd Jowers (20 de Novembro de 1926 – 20 de Maio de 2000) era o proprietário de um restaurante, (o "Jim's Grill") próximo ao Lorraine Motel, em Memphis, onde o Dr. Martin Luther King Jr. foi assassinado em 1968. Em Dezembro de 1993, Jowers apareceu no canal de televisão ABC News (no programa Prime Time Live), e relatou os detalhes de uma suposta conspiração que envolvia a máfia e o governo dos Estados Unidos para matar Luther King.
De acordo com Jowers, ele recebeu 100,000 dólares do mercador Frank Liberto para acertar os detalhes do assassinato de King. Ele disse ainda que James Earl Ray não estava envolvido no assassinato, e serviu apenas como bode expiatório no caso.
Sob pressão da família King, a justiça de Memphis deu início a um processo contra Jowers em 1998. Após julgamento realizado no ano seguinte, ele foi considerado culpado do envolvimento, juntamente com "pessoas desconhecidas", em uma conspiração para matar Martin Luther King.
A Divisão de Direitos Civis do Departamento de Justiça dos Estados Unidos começou a investigar as alegações de Jowers em agosto de 1998. A investigação foi concluída em junho de 2000, e não encontrou evidências para suportar a teoria de conspiração.
Jowers morreu em 2000, vítima de um ataque cardíaco.